# Arthur P. Bagby
Arthur P. Bagby (Louisa megye, 1794 – Mobile, 1858. szeptember 21.) az Amerikai Egyesült Államok szenátora (Alabama, 1841–1848).

## Élete
A Virginia állambeli Louisa megyében született.